# 신방초등학교 (경남)
신방초등학교는 대한민국 경상남도 창원시 의창구 동읍 신방리에 있는 공립 초등학교이다.

## 학교 연혁
- 1923년 11월 1일 신방공립보통학교(4년제 2학급) 개교설립인가 6월 21일
- 1938년 4월 1일 신방공립심상소학교로 개칭[1]
- 1941년 4월 1일 신방공립국민학교로 개칭[2]
- 1973년 3월 1일 병설유치원 설립인가
- 1996년 3월 1일 신방초등학교로 개칭[3]
- 2025년 2월 13일 제99회 졸업 (총 14,056명)
- 2025년 3월 1일 제35대 임미은 교장 부임
- 2025년 3월 1일 18학급(특수반1포함) 편성

## 학교 상징
- 교화 - 해당화 : 추운 겨울을 이겨내고 화사한 꽃을 피우는 해당화처럼 항상 밝게 웃는 모습으로 아름답게 자라라는 뜻
- 교목 - 소나무 : 비바람과 눈보라의 역경 속에서도 푸른 모습을 간직하고 있는 소나무처럼 항상 씩씩하고 꿋꿋한 의지로 당당하게 자라라는 뜻

## 같이 보기
- 창원 신방리 음나무 군 - 신방초등학교 뒤 길가 언덕에서 자라고 있는 4그루의 음나무이다. 대한민국의 천연기념물 제164호이다.

## 참고 자료
- 신방초등학교 - 한국교육학술정보원 학교알리미